# Avatha trigonifera
Avatha trigonifera är en fjärilsart som beskrevs av Walker 1858. Avatha trigonifera ingår i släktet Avatha och familjen nattflyn. Inga underarter finns listade i Catalogue of Life.